# Santi Comesaña
Santiago „Santi“ Comesaña Veiga (* 5. Oktober 1996) ist ein spanischer Fußballspieler, der beim FC Villarreal im zentralen Mittelfeld spielt. Er wurde in Vigo, Galicien geboren.

## Karriere
Comesaña spielte in der Jugendmannschaft von ED Val Miñor. Am 9. Juli 2015 schloss er sich dem Coruxo FC aus der Segunda División B an, nachdem er dort bei einem Probetraining überzeugt hatte.
Am 22. August 2015 gab Comesaña sein Debüt in einer Herrenmannschaft beim 3:2-Auswärtssieg gegen Atlético Astorga und erzielte zudem ein Tor. Am 6. Dezember gelang ihm ein Hattrick gegen SD Compostela.
Nachdem er in seiner ersten Saison acht Tore in 37 Spielen erzielt hatte, unterschrieb er am 16. Juli 2016 einen Vierjahresvertrag beim Zweitligisten Rayo Vallecano. Sein Profidebüt gab er am 28. August, als er beim torlosen Remis gegen Real Valladolid in der zweiten Halbzeit für Adri Embarba eingewechselt wurde. Sein erstes Tor für den neuen Verein gelang ihm beim 3:1-Auswärtssieg gegen den FC Girona am 1. April 2017.
In der Saison 2017/18 trug er mit zwei Toren aus 33 Spielen dazu bei, dass Rayo Vallecano als Tabellenerster in La Liga aufstieg. Sein erstes Spiel in der ersten Liga war die 0:1-Niederlage gegen Atlético Madrid am 25. August 2018.
Trotz des sofortigen Wiederabstiegs als Tabellenletzter blieb er bei Rayo Vallecano. Es folgten zwei Spielzeiten in der zweiten Liga, bis 2020/21 der Aufstieg durch einen sechsten Tabellenplatz und die Aufstiegsplayoffs gelingen konnte.
Nach 7 Jahren bei Rayo Vallecano wechselte er zur Saison 2023/24 zum FC Villarreal.

## Karrierestatistik

### Verein
| Verein                | Saison                | Liga                  | Liga   | Liga | Nationaler Pokal | Nationaler Pokal | Aufstiegsplayoffs | Aufstiegsplayoffs | Gesamt | Gesamt |
| Verein                | Saison                | Spielklasse           | Spiele | Tore | Spiele           | Tore             | Spiele            | Tore              | Spiele | Tore   |
| --------------------- | --------------------- | --------------------- | ------ | ---- | ---------------- | ---------------- | ----------------- | ----------------- | ------ | ------ |
| Coruxo                | 2015/16               | Segunda División B    | 37     | 8    | 0                | 0                | —                 | —                 | 37     | 8      |
| Rayo Vallecano        | 2016/17               | Segunda División      | 17     | 2    | 1                | 0                | —                 | —                 | 18     | 2      |
| Rayo Vallecano        | 2017/18               | Segunda División      | 33     | 2    | 0                | 0                | —                 | —                 | 33     | 2      |
| Rayo Vallecano        | 2018/19               | Primera División      | 25     | 1    | 0                | 0                | —                 | —                 | 25     | 1      |
| Rayo Vallecano        | 2019/20               | Segunda División      | 21     | 1    | 0                | 0                | —                 | —                 | 21     | 1      |
| Rayo Vallecano        | 2020/21               | Segunda División      | 35     | 3    | 4                | 0                | 4                 | 0                 | 43     | 3      |
| Rayo Vallecano        | 2021/22               | Primera División      | 35     | 1    | 6                | 0                | —                 | —                 | 41     | 1      |
| Rayo Vallecano        | 2022/23               | Primera División      | 35     | 3    | 3                | 0                | —                 | —                 | 38     | 3      |
| Gesamt Rayo Vallecano | Gesamt Rayo Vallecano | Gesamt Rayo Vallecano | 201    | 13   | 14               | 0                | 4                 | 0                 | 219    | 13     |
| Gesamte Karriere      | Gesamte Karriere      | Gesamte Karriere      | 238    | 21   | 14               | 0                | 4                 | 0                 | 256    | 21     |

## Titel
Rayo Vallecano
- Segunda División: 2017/18
- Aufstieg in die Primera División: 2017/18 und 2020/21